# امپاسیماترا
امپاسیماترا (به لاتین: Ampasimatera) یک سکونتگاه مسکونی در ماداگاسکار است که در سوفیا (ماداگاسکار) واقع شده‌است.

## خصوصیات
امپاسیماترا ۲۱٬۰۰۰ نفر جمعیت دارد و ۵۲ متر بالاتر از سطح دریا واقع شده‌است.